# Coenosia hexastigma
Coenosia hexastigma är en tvåvingeart som beskrevs av Willi Hennig 1961. Coenosia hexastigma ingår i släktet Coenosia och familjen husflugor. Inga underarter finns listade i Catalogue of Life.